# (2006) Polonskaïa
(2006) Polonskaïa (désignation internationale (2006) Polonskaya) est un astéroïde de la ceinture principale.
Il a été ainsi baptisé en hommage à Elena Kazimirtchak-Polonskaïa, astronome russe.
Des études sur la courbe de lumière de l'objet semble montrer l'existence d'un satellite d'environ 1 km de diamètre, ceci n'a pas encore confirmé.

## Compléments